# Paula Findlay
Paula Findlay (Edmonton, 26 de maio de 1989) é uma triatleta profissional canadense.

## Carreira
Paula Findlay representou seu país nas Olimpíadas de 2012 ficando em 52º.